# Braconidae

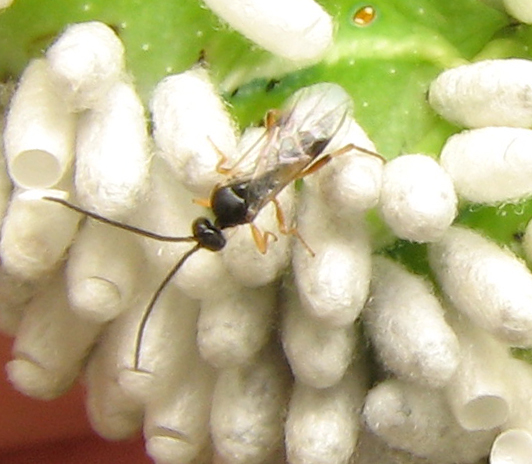
Cotesia congregata parasitando a una oruga de Manduca sexta

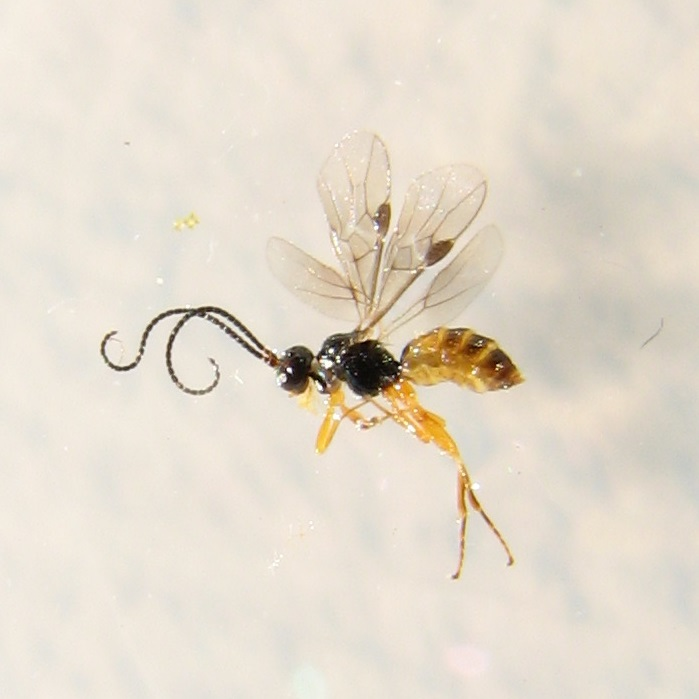
Bracon sp.

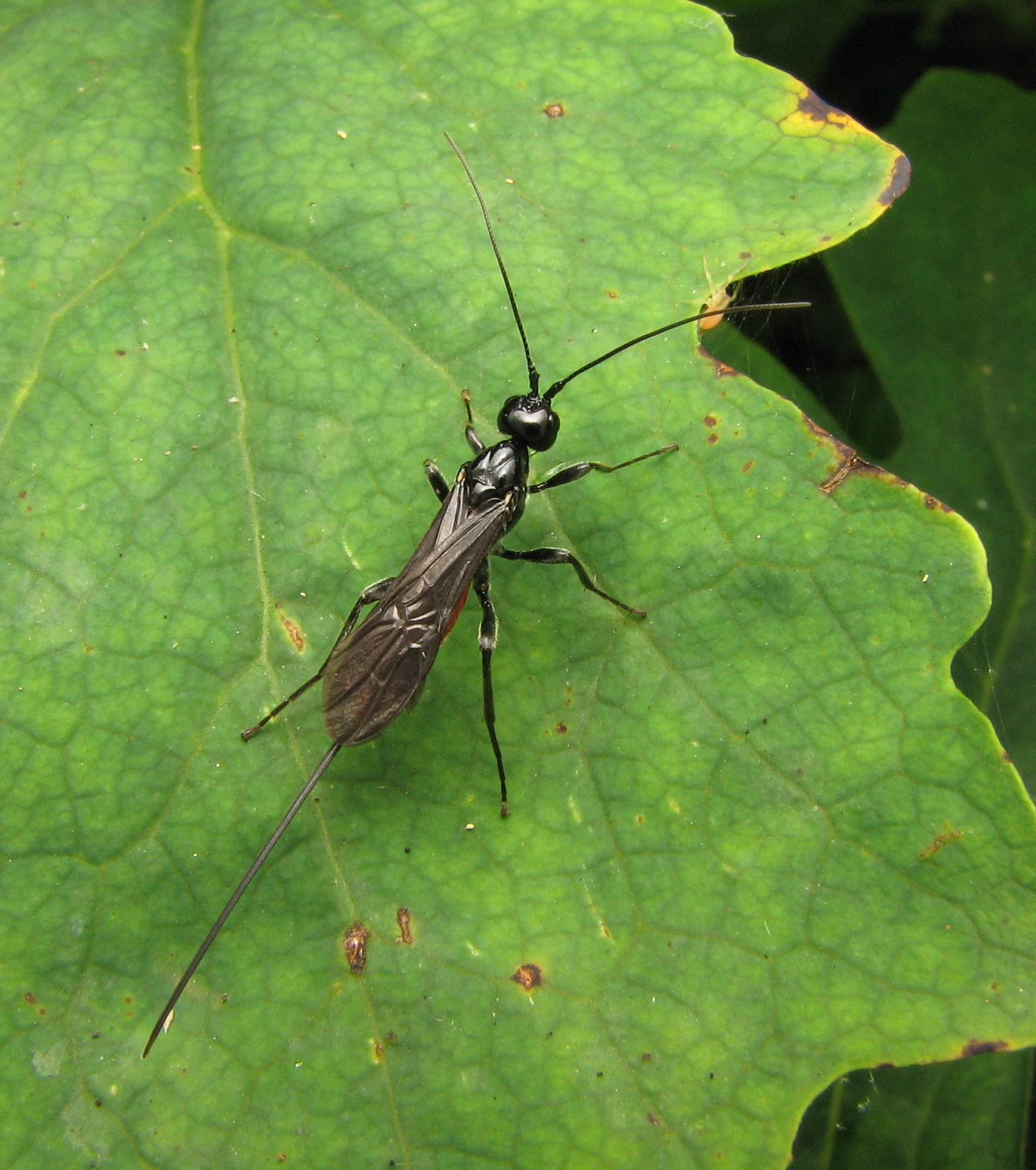
Atanycolus hembra

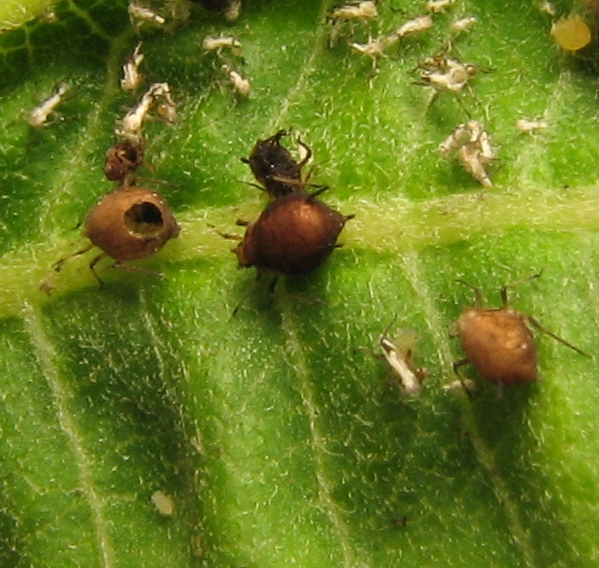
Aphis nerii momificados, atacados por una especie de Aphidiinae, posiblemente Lysiphlebus.

Los bracónidos (Braconidae) son una familia de himenópteros apócritos de la superfamilia Ichneumonoidea. Es considerada la segunda familia del orden Hymenoptera en tamaño. Se han descrito 17 000 especies; pero se calcula que quedan entre 30 000 y 50 000 por describir. Otros creen que hay entre  42 000 y 43 000 especies. Son de distribución mundial y son diversas en todas las áreas.
Se sabe que los adultos de algunas especies se alimentan de néctar, rocío de miel o jugo de frutas dañadas; unos pocos se alimentan de otros insectos.

## Morfología
Presentan marcadas variaciones morfológicas. La mayoría son negros-castaños (a veces con marcas rojizas), si bien algunas especies tienen diseños y coloraciones marcadas siendo parte de complejos de mimetismo mülleriano. La vena recurrente de las alas está ausente o tienen una sola, a diferencia de los miembros de la familia Ichneumonidae, que generalmente tienen dos. Las antenas tienen 16 segmentos o más. El trocánter de la pata posterior tiene dos segmentos.
Las hembras poseen un largo ovipositor, un órgano que suele ser característico de cada especie. Esta variación está relacionada con el tipo de huésped. Las especies que parasitan a ciertos lepidópteros (Tortricidae, Pyralidae, Oecophoridae, etc.) tienen largos ovipositores porque las orugas generalmente se ocultan tras gruesas capas de tejido vegetal. Otras especies tienen largos ovipositores para evitar las espinas o pelos de las larvas huéspedes o para llegar a las larvas de escarabajos escondidos dentro de madera semipodrida.

## Parasitismo
Son avispas principalmente de hábitos parásitos. Los miembros de Mesostoinae no son parasíticas sino que forman agallas de las plantas.
En muchas especies tiene lugar la poliembrionía: un huevo se multiplica clonalment produciendo muchos individuos. La larva se desarrolla sobre o dentro del cuerpo de su huésped, principalmente otros insectos de metamorfosis completa (holometábolos) y algunos de metamorfosis simple (hemimetábolos). La familia presenta dos linajes mayores: los ciclóstomos y los no ciclóstomos, dicha condición está relacionada con la forma del clípeo. De acuerdo a la biología pueden encontrarse dos grupos: idiobiontes y koinobiontes (cenobiontes).
La mayoría de los bracónidos son endoparasitoides koinobiontes, aunque hay un número importante de ectoparásitos idiobiontes. Los idiobiontes generalmente paralizan a sus presas, dejando un huevo en o cerca de ellas para que la larva consuma al huésped después de eclosionar el huevo. Los koinobiontes no paralizan a su huésped (o solo lo hacen momentáneamente) y dejan sus huevos dentro del cuerpo del huésped, que continúa viviendo y creciendo por un tiempo.
Tienen una relación simbiótica con polydnavirus, pues son inyectados en un huésped e impiden que este rechace al parasitoide.

## Subfamilias
- Adeliinae
- Agathidinae
- Alysiinae
- Amicrocentrinae
- Aphidiinae
- Apozyginae
- Betylobraconinae
- Brachistinae
- Braconinae
- Cardiochilinae
- Cenocoeliinae
- Cheloninae
- Dirrhopinae
- Doryctinae
- Ecnomiinae
- Euphorinae
- Exothecinae
- Gnamptodontinae
- Helconinae
- Histeromerinae
- Homolobinae
- Hormiinae
- Ichneutinae
- Khoikhoiiinae
- Macrocentrinae
- Masoninae
- Mendesellinae
- Mesostoinae
- Meteorideinae
- Meteorinae
- Microgastrinae
- Microtypinae
- Miracinae
- Neoneurinae
- Opiinae
- Orgilinae
- Pselaphaninae
- Rhyssalinae
- Rogadinae
- Sigalphinae
- Telengaiinae
- Trachypetinae
- Vaepellinae
- Xiphozelinae
- Ypsistocerinae